# Dendropsophus bokermanni
Dendropsophus bokermanni är en groddjursart som först beskrevs av Coleman J. Goin 1960.  Dendropsophus bokermanni ingår i släktet Dendropsophus och familjen lövgrodor. IUCN kategoriserar arten globalt som livskraftig. Inga underarter finns listade i Catalogue of Life.